# 盧尼諾區
53°35′38″N 45°13′41″E / 53.59389°N 45.22806°E
盧尼諾區（俄语：Лунинский район），是俄羅斯的一個區，位於該國西南部，由奔薩州負責管轄，面積1,705平方公里，2010年該地區人口19,944，人口密度每平方公里11.7人。